# Movie@home〜棚を彩る映画たち〜
『movie@home〜棚を彩る映画たち〜』（ムービー・アット・ホーム たなをいろどるえいがたち）は、BSフジで2012年4月8日から2013年9月29日まで毎週日曜日23:00 - 23:30（JST）に放送されていた映画情報番組である。隔週新作。全40回。

## 概要
毎回1つのテーマに沿って過去の名作映画を振り返り、それぞれの思い出や製作の裏側について語り合うトークバラエティ。俳優・鈴木浩介がテレビ番組のMCに初挑戦。アシスタントをフジテレビアナウンサーの生野陽子が務める。
スタジオセットはBAR。映画好きなマスター（鈴木）と店員（生野）がいるバー「movie@home」に、映画好きな常連客（天野ひろゆき、有村昆）が訪ねてきて映画談義に花を咲かすという設定。
第35回（2013年7月14日放送）からリニューアル。生野アナに代わる新アシスタントに野崎萌香が就任。
スポンサーが20世紀フォックスホームエンターテインメント ジャパンということから、番組で取り上げられる映画の大部分は20世紀フォックス作品である。また、第21,22回放送では「お正月SP」と題して、いつものスタジオを飛び出して「20世紀FOX日本支社」を出演者一同が訪問（天野は休み）。映画好きの社員たちにオススメ映画を紹介してもらうという企画がおこなわれた。

## 出演者

### レギュラー
- マスター：鈴木浩介 - MC
- 常連客：天野ひろゆき
- 常連客：有村昆
- アシスタント：野崎萌香（#35-40） - アシスタントMC

演奏家
スタジオで映画音楽を生演奏する。
- 花岡環 - ピアノ（キーボード）
- 小坂由加梨 - ヴァイオリン
- 河副圭子 - チェロ（#1-9,14-)
- 宮地夏海 - フルート（#10-13)

### 過去のレギュラー
- コンシェルジュ：生野陽子（フジテレビアナウンサー） （#1-24,28-34）

アシスタントMCを担当。
- アルバイト：田辺岬（#5,8,10-12,14,17,18,25-27）

不定期出演。導入部の芝居と、クス玉やフリップを持ってくるアシスタント役で登場。第25,26回は生野アナ、天野が休みのためアシスタントMCを代行。

## コーナー
- 鈴木浩介のおつまみDVD

映画のおいしい情報を集めたプチコーナー。第35回より「野崎萌香のおつまみDVD」に変更。
- 映画の言葉 eiga no kotoba

番組で紹介した作品の中から、あなたを支え人生を教えてくれる映画の一言を紹介する。第1〜34回に実施。
- movie@etcetra

番組設定にちなんで映画好きが集うバーを紹介。第10,11回に実施。
- movie@board

テーマを決めるスタッフの会議の際あがった、さまざまな映画のタイトルが手書きで書かれたホワイトボードを使用し、そこに書かれている作品を基に映画談義をする。
- 発掘@movie

“TSUTAYA発掘良品”監修の勝江正隆が独自の目線で映画を紹介する。VTR。第36回より開始。

## 放送時間
- 2012年4月8日 - 9月30日（#1-13） 日曜日 24:00 - 24:25
- 2012年10月7日 - 2013年9月22日（#14-40） 日曜日 23:00 - 23:30　※5分拡大

## スタッフ
- ナレーター：鈴木芳彦（フジテレビアナウンサー/#5-40）
- 構成：田中一彦、石坂伸太郎、森下剛士、吉田聡
- 美術制作：内藤佳奈子
- デザイン：内山真理子
- 協力：八峯テレビ、フジアール、Fmt
- アドバイザー：勝江正隆
- AD：勝見拓也、草山陽、吉田麻衣、勝見拓也、室永茉里雄
- AP：小塚裕太郎、犬塚裕美
- FD：斉藤道孝
- ディレクター：青山敏雄、岡本健吾
- 演出：澤田親宏
- 企画・プロデューサー：織田実（FCC）
- 制作協力：SLASH creative office
- 制作・著作：BSフジ、FCC

過去
- ナレーター：市川展丈（#1-4）
- AD：小塚裕太郎
- AP：輪干雄一、水野吉実
- FD：岡本光弘
- キャスティングP：山下なお美